# De Verloren jongens

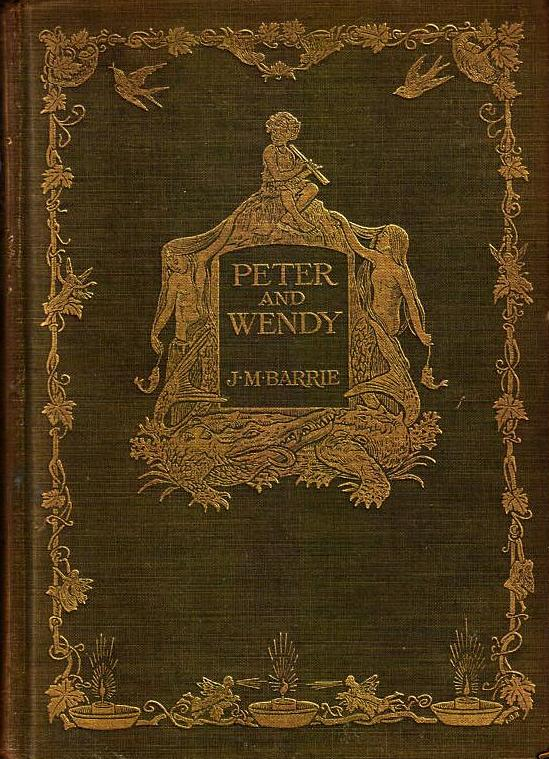
De verloren jongens verschenen voor het eerst in dit boek uit 1911.

De Verloren jongens of de Verdwenen jongens zijn personages uit de verhalen over Peter Pan of de jongen die niet wilde opgroeien uit 1904 van J.M. Barrie. Ze komen veelvuldig voor in de vervolgverhalen en aanpassingen van uitbreidingen van het verhaal. De jongens waren verdwenen nadat ze uit hun kinderwagen of bed waren gevallen, toen de kraamvrouw en hun kindermeisjes even niet opletten in het district Kensington Gardens. Nadat de jongens niet werden opgeëist in de dagen daarna, werden ze overgebracht naar Nooitgedachtland, waar ze met Peter Pan gingen leven. Er zijn echter geen verloren meisjes, omdat (zoals Peter Pan het zelf uitlegt) meisjes veel te slim zijn om uit hun kinderwagen of kraambed te vallen en verloren zouden raken op deze manier.

## De verloren jongens
- Tootles - Tootles verschijnt bijna in al het gerelateerde werk over Peter Pan. Hij wordt beschreven als de meest nederige van alle verloren jongens, vanwege zijn afschrikkende blik als Peter weer over avonturen begint.
- Nibs - Nibs wordt beschreven als een vrolijke en joviale jongen en ook de moedigste onder de jongens.
- Slightly - in het boek komt hij naar voren als de meest verwaande onder de jongens en lijkt hij ook een rijke fantasie te hebben. In andere verhalen (of uitbreidingen daarvan) komt hij naar voren als de clown onder de jongens.
- Curly - dankt zijn naam aan zijn krullende haren; hij wordt neergezet als iemand die het vaakst in de problemen komt.
- Twins - (De Tweeling) ze weten niks van zichzelf en dat mogen ze ook niet van Peter Pan, omdat hij zelf niet weet wat tweelingen zijn.